# (13025) Zürich
(13025) Zürich ist ein Asteroid des Hauptgürtels, der am 11. Januar 1989 vom Schweizer Astronomen Paul Wild (1925–2014) am Observatorium Zimmerwald (IAU-Code 033) bei Bern entdeckt wurde.
Der Asteroid wurde am 1. November 2001 nach der an der Limmat am Ausfluss des Zürichsees gelegenen schweizerischen Stadt Zürich benannt, der größten Stadt der Schweiz und Hauptort des gleichnamigen Kantons Zürich.